# محمد صادق حسن
محمد صادق حسن (زاده ۱۸ اکتبر ۱۹۵۲) حسابدار، کارآفرین و مدیر ارشد اجرایی مالزیایی است، که اکنون به‌عنوان رئیس هیئت مدیره شرکت پتروناس فعالیت می‌نماید.
وی سال ۱۹۸۹ به پتروناس پیوست و در سال ۱۹۹۱ بعنوان مدیر امور مالی گروه پتروناس منصوب شد. حسن در سال ۱۹۹۵ از سوی هیئت مدیره به عنوان مدیرعامل پتروناس انتخاب شد و تا سال ۲۰۱۰ که از این شرکت بازنشسته شد، برای ۱۵ سال، در این جایگاه فعالیت کرد. وی در سال ۲۰۱۱ بار دیگر از سوی این شرکت نفتی دعوت به کار شد و از آغاز ۲۰۱۱ تاکنون، ریاست هیئت مدیره پتروناس را برعهده دارد.